# Jr. BATTLE OF GLORY
Jr. BATTLE OF GLORY（ジュニア・バトル・オブ・グローリー）は、全日本プロレス主催のジュニアヘビー級選手によるシングルリーグ戦。
2006年から2012年にかけて開催されたJUNIOR HYPER LEAGUE（旧：ジュニアヘビー級リーグ戦）の流れを受け継いでいるが、それらが6月から7月のシリーズにかけて行われていたのに対して、こちらは2月のシリーズに開催されている。
2020年は開催されていない。なお前年11月から当年1月にかけて、世界ジュニアヘビー級王座決定トーナメントが開催されていた。
2025年からは大会名を「ゼンニチJr.フェスティバル」に変更し、開催時期も例年の2月から7～8月に変更となる。

## 大会結果

### 2014年
Aブロック
- 鈴木鼓太郎 6点 ※優勝
- ウルティモ・ドラゴン 5点
- 青木篤志 5点
- 土方隆司 2点
- 梶トマト 2点

Bブロック
- 望月成晃 6点 ※準優勝
- 金丸義信 4点
- 佐藤光留 4点
- 高尾蒼馬 4点
- SUSHI 2点

### 2015年
Aブロック
- 青木篤志 6点 ※準優勝
- ウルティモ・ドラゴン 4点
- 南野タケシ 4点
- 石井慧介 4点
- 中島洋平 2点

Bブロック
- 鈴木鼓太郎 6点 ※優勝
- 金丸義信 5点
- 佐藤光留 3点
- 高尾蒼馬 3点
- SUSHI 3点

### 2016年
Aブロック
- 青木篤志 4点 ※優勝
- 高尾蒼馬 2点
- 南野タケシ 0点
- SUSHI 0点

Bブロック
- 佐藤光留 3点 ※準優勝
- 橋本和樹 4点
- 丸山敦 3点
- 土方隆司 2点

### 2017年
Aブロック
- 岩本煌史 4点 ※優勝
- 田中稔 3点
- 青木篤志 3点
- 石井慧介 3点
- 竹田誠志 3点

Bブロック
- 佐藤光留 5点 ※準優勝
- 丸山敦 4点
- 田村和宏 4点
- 中島洋平 4点
- 青柳優馬 3点

### 2018年
Aブロック
- 近藤修司 8点 ※優勝
- 青木篤志 7点
- 高尾蒼馬 7点
- 丸山敦 4点
- 岡田佑介 2点
- 佐藤恵一 2点

Bブロック
- 岩本煌史 7点 ※準優勝
- TAJIRI 6点
- 佐藤光留 6点
- 鈴木鼓太郎 5点
- 藤田峰雄 4点
- 中島洋平 2点

### 2019年
Aブロック
- 岩本煌史 8点 ※優勝
- 鈴木鼓太郎 7点
- TAJIRI 6点
- 岡田佑介 4点
- 丸山敦 3点
- フランシスコ・アキラ 2点

Bブロック
- 吉岡世起 7点 ※準優勝
- 青木篤志 6点
- 佐藤光留 5点
- ブラック・タイガーVII 4点
- ブラックめんそーれ 4点
- 力 4点

### 2021年
- ブラックめんそーれ
- フランシスコ・アキラ ※優勝
- 青柳亮生
- ライジングHAYATO
- 佐藤光留
- 田村男児
- イザナギ
- デビル紫
- TAJIRI
- 児玉裕輔
- 大森北斗
- 高岩竜一
- SUGI
- エル・リンダマン ※準優勝
- 阿部史典
- バラモンケイ

内容
2年ぶりの開催。新型コロナウイルス感染症の影響により、6月2日、3日の2日間トーナメントにて行われた。

### 2022年
- 青柳亮生 8点 ※優勝
- 田村男児 8点 ※準優勝
- 佐藤光留 6点
- ライジングHAYATO 6点
- 井上凌 2点
- 大森北斗 0点

内容
今大会は世界最強タッグ決定リーグ戦と同時開催となり、各公式戦もそれまでの20分1本勝負から10分1本勝負に短縮された。

### 2023年
- 青柳亮生 7点
- 田村男児 8点 ※優勝
- ライジングHAYATO 7点
- 井上凌 5点
- 佐藤光留 7点
- 土井成樹 8点 ※準優勝
- 岩本煌史 7点
- 阿部史典 7点

### 2025年
Aブロック
- ライジングHAYATO 6点 ※準優勝
- 井上凌 2点
- 佐藤光留 4点
- 立花誠吾 4点
- 吉岡世起 4点

Bブロック
- MUSASHI 4点
- 田村男児 4点
- 青柳亮生 6点 ※優勝
- 阿部史典 2点
- "ミスター斉藤"土井成樹 4点